# Championnat de France Pro B de tennis de table 2006-2007
Navigation
Pro B 2005-2006 Pro B 2007-2008
| \| Argentan Bayard St-Denis Montpellier PPC Villeneuve-sur-Lot Beauchamp St-Maur EP Isséenne Chartres ASTT CAM Hommes TTCNA Hommes TT Joué-lés-Tours Echirolles/Eybens TTCNA Femmes AS Miramas ACS Fontenay Saint-Quentin Quimper Ent. Marly/Elancourt CAM Femmes \| Localisation des clubs engagés dans le championnat. |
| Argentan Bayard St-Denis Montpellier PPC Villeneuve-sur-Lot Beauchamp St-Maur EP Isséenne Chartres ASTT CAM Hommes TTCNA Hommes TT Joué-lés-Tours Echirolles/Eybens TTCNA Femmes AS Miramas ACS Fontenay Saint-Quentin Quimper Ent. Marly/Elancourt CAM Femmes                                                           |

## Championnat masculin
| Pl | Équipes                | Pts | J  | V  | N | D  |
| -- | ---------------------- | --- | -- | -- | - | -- |
| 1  | SS La Romagne          | 49  | 18 | 13 | 5 | 0  |
| 2  | US Yport               | 46  | 18 | 11 | 6 | 1  |
| 3  | Montpellier TT         | 42  | 18 | 11 | 2 | 5  |
| 4  | Argentan Bayard        | 41  | 18 | 10 | 3 | 5  |
| 5  | Beauchamp CTT          | 41  | 18 | 9  | 5 | 4  |
| 6  | TTC Nantes Atlantique  | 32  | 18 | 5  | 4 | 9  |
| 7  | PPC Villeneuve-sur-Lot | 31  | 18 | 3  | 7 | 8  |
| 8  | VGA Saint-Maur         | 30  | 18 | 4  | 4 | 10 |
| 9  | Nice CPC               | 28  | 18 | 3  | 4 | 11 |
| 10 | 4S Tours               | 20  | 18 | 0  | 2 | 16 |

## Championnat féminin
Souché Niort doit rester en Pro B pour cause de difficultés financières
| Pl | Équipes                | Pts | J  | V  | N | D  | Pp | Pc | Diff |
| -- | ---------------------- | --- | -- | -- | - | -- | -- | -- | ---- |
| 1  | SA Souché Niort        | 51  | 18 | 16 | 1 | 1  | 68 | 21 | +47  |
| 2  | Olympique de Reims     | 49  | 18 | 15 | 1 | 2  | 65 | 20 | +45  |
| 3  | ACS Fontenay-sous-Bois | 42  | 18 | 10 | 4 | 4  | 55 | 40 | +15  |
| 4  | CAM Bordeaux           | 38  | 18 | 8  | 4 | 6  | 49 | 44 | +5   |
| 5  | TT Saint-Quentin       | 35  | 18 | 7  | 3 | 8  | 50 | 50 | 0    |
| 6  | Quimper CTT            | 33  | 18 | 4  | 7 | 7  | 47 | 53 | -6   |
| 7  | AL Échirolles          | 33  | 18 | 7  | 1 | 10 | 43 | 50 | -7   |
| 8  | US Marly-le-Roi        | 30  | 18 | 3  | 6 | 9  | 36 | 58 | -22  |
| 9  | Béthune BFTT           | 25  | 18 | 2  | 3 | 13 | 23 | 65 | -42  |
| 10 | La Roche Vendée        | 24  | 18 | 2  | 2 | 14 | 30 | 65 | -33  |